# Уорбертон, Питер
Питер Эджертон Уо́рбертон (1813—1889) — английский путешественник по Австралии.

## Биография
Питер Эджертон Уорбертон родился 16 августа 1813 года в Честере (Англия), начальное образование получил дома, затем служил в Королевском военно-морском флоте.
С 1831 года по 1853 год служил в армии Ост-Индской компании и дослужился до звания майора. В 1853 году Уорбертон навестил своего старшего брата, который жил в Австралии; Уорбёртон уволился из армии и остался у брата, в декабре 1853 года поступил на службу в полицию Южной Австралии, впоследствии был начальником полиции Аделаиды.
В 1857 году Уорбертон исследовал западный берег залива Спенсер. В 1858 году подробно осмотрел земли в районе озёр Гарднер, Торренс и Эйр. В 1860 году осмотрел бухту Стрики на западном берегу полуострова Эйр. В 1864 году объехал земли к северо-западу от горы Маргарет. В 1866 году он двинулся на север и обойдя озеро Эйр достиг границ Квинсленда, одна из открытых им рек впоследствии получила имя Уорбертона.
21 сентября 1872 года Уорбёртон начал свою самую крупную экспедицию. Выйдя из Аделаиды с семью спутниками (среди которых был и сын Уорбёртона) на семнадцати верблюдах, Уорбертон следовал на север до станции Алис-Спрингс, затем вдоль северного склона хребта Мак-Доннелл он проследовал на северо-запад и первым из всех путешественников пересёк Большую Песчаную пустыню и 26 января 1874 года вышел к станции Де Грей на западном побережье Австралийского континента. За время путешествия был потеряно 15 верблюдов, сам Уорбёртон ослеп на один глаз.
О своих путешествиях Уорбертон написал следующие труды:
- «Major Warburton’a diary». Adelaida, 1866
- «Journey across the western interior of Australia». London, 1875

За свои путешествия Уорбертон был награждён медалью Королевского географического общества.
Уорбертон скончался 5 ноября 1889 года в посёлке Норли-Банк в окрестностях Аделаиды.
В 1976 году в Австралии была выпущена почтовая марка в честь Уорбертона.